# Happy (chanson de Michael Jackson)
Pour les articles homonymes, voir Happy.
Singles de Michael Jackson
Music and Me
(1973) We're Almost There
(1975)
Pistes de Music and Me
All the Things You Are
(3) Too Young
(5)
Happy est le troisième et dernier single extrait de l'album Music and Me de Michael Jackson. Cette chanson a été enregistrée et est sortie en 1973. Elle est du style Pop rock et R&B et fait partie la bande originale du film Lady Sings the Blues. La chanson est resortie en 1983, pour une compilation de la Motown.